# Devon Werkheiser
Devon Joseph Werkheiser (Atlanta (Georgia), 8 maart 1991) is een Amerikaanse acteur die bekend werd door zijn rol als Ned Bigby in de televisieserie Ned's SurvivalGids. In 2008 startte Werkheiser met een muziekcarrière.

## Privé
Werkheiser ging naar de River Trail Middle School en de Northview High School. Zijn vader is makelaar, zijn moeder huisvrouw en hij heeft een oudere zus. Hij startte met acteren toen zijn ouders hem inschreven voor de Talent Factory, een lokaal programma. Hij en zijn familie verhuisden naar Los Angeles.

## Muziekcarrière
Werkheiser sloot een contract af met Universal Records voor zijn debuutalbum, echter heeft hij zijn platenlabel op Myspace veranderd naar 'independent' wat mogelijk aanduidt dat hij niet langer samenwerkt met Universal. Zijn album is beschreven als een combinatie van rock en pop en kenmerkt hem zingend en spelend op de gitaar. Werkheiser had gevraagd om co-writer te zijn van al zijn nummers en muziek, en hij heeft gewerkt met artiesten als Tim Myers, Wally Gagel, Eddie Galan, en Charlie Midnight voor het schrijven van zijn nummers. Hij voerde een aantal live shows als Kristen Marie Hollyin en Britney Christian en plant om, nadat hij zijn album uitgebracht heeft, op tour te gaan. Zijn eerste single, een productie van het lied "If Eyes Could Speak", is uitgebracht op 1 april, 2010 op iTunes.
Zijn tweede single, "Sparks Will Fly" is uitgebracht op 29 juli 2010 op iTunes.
Werkheiser is ook actief in enkele liefdadigheidsinstellingen, in het bijzonder de Starlight Children's Foundation, waar ze steun verlenen aan ernstig zieke kinderen.

### Bekende opgenomen nummers
- "141" - Werkheisers Officiële Music Myspace
- "California Sun" - Werkheisers Officiële Music Myspace
- "The First Time (v.1)" - Werkheisers Officiële Music Myspace The Dreamer
- "The First Time (v.2)" - Werkheisers Officiële Music Myspace
- "If Eyes Could Speak" - Werkheisers Officiële Music Myspace (uitgebracht op iTunes 1 april, 2010)
- "It's Christmas" - Werkheisers Officiële Music Myspace The Dreamer
- "Lonely Girl" - Werkheisers Officiële Music Myspace
- "Standing Tall" - Werkheisers Officiële Music Myspace
- "Superhero" - Shredderman Rules DVD
- "So it Goes"- Werkheisers Officiële Music Myspace
- "Take It All Away" - Werkheisers Officiële Music Myspace
- "To Do Right" - Werkheisers Officiële Music Myspace
- "You Wear It Well" - Werkheisers Officiële Music Myspace
- "What Did I Miss?" - Werkheisers Officiële Music Myspace
- "Sparks Will Fly" - Werkheisers ReverbNation account

### Andere nummers
- "Light Years" - Gespeeld op verschillende liveoptredens, geen studio-opname
- "Stuck On The Ground" - Gespeeld op verschillende liveoptredens, geen studio-opname
- "Live this way" - Gespeeld op the Give Back (31 mei, 2009)
- "The Best Thing" - Werkheisers officiële YouTube
- "My Own" - Werkheisers officiële YouTube
- "Lucky" - Werkheisers officiële YouTube, uitgevoerd met Molly McCook
- "Is this love" (cover Bob Marley) - Werkheisers officiële YouTube
- "Wonderwall" (cover Oasis) - Werkheisers officiële YouTube

## Filmografie
| Jaar      | Titel                                 | Rol                    |
| --------- | ------------------------------------- | ---------------------- |
| 2002      | We Were Soldiers                      | Steve Moore            |
| 2003      | Recipe for Disaster                   | Max Korda              |
| 2004-2007 | Ned's SurvivalGids                    | Ned Bigby              |
| 2006      | Casper's Scare School                 | Casper/Caspers Schaduw |
| 2007      | Shredderman Rules                     | Nolan Byrd             |
| 2007      | Christmas in Paradise                 | Chris Marino           |
| 2007      | The Wizzard of Krudd                  | Gordo                  |
| 2009      | Three Rivers                          | Bobby                  |
| 2010      | The Prankster                         | Brad Burris            |
| 2010      | Love at First Hiccup (The First Time) | Victor                 |
| 2010      | American Dad!                         | Stem                   |
| 2010      | Scared Shrekless                      | Stem van tiener        |
| 2010      | The Quinn-tuplets                     | Onbekend               |
| 2011      | Amazing Donnelly                      | Jamie Donnelly         |
| 2013      | The Wicked                            | Max Reese              |
| 2016      | Sundown                               | Logan                  |